# Elsa Kövesházi-Kalmár
Dans le nom hongrois Kövesházi-Kalmár Elsa, le nom de famille précède le prénom, mais cet article utilise l’ordre habituel en français Elsa Kövesházi-Kalmár, où le prénom précède le nom.
Pour les articles homonymes, voir Kalmar (homonymie).
Elsa Kövesházi-Kalmár (connue sous les noms  d'artiste Elsa von Kalmár, Elza Kalmár de Kövesházi, Elza De Kövesházi, Elza Kalmár, Elza Kalmár de Kövesháza, Elza De Kövesháza, Elza Kalmár Kövesháza, Elza Kövesházy-Kalmár, Elza Kövesházy), née le 1er janvier 1876 à Vienne-Hietzing et morte le 3 septembre 1956 à Budapest, est une sculptrice et lithographe austro-hongroise.

## Biographie
Elsa von Kalmár est la fille du vice-amiral autrichien Alexander von Kalmár (1838-1919) et de la Hongroise Borbála Orosz. Elle grandit dans une famille multilingue. À 16 ans, elle reçoit ses premières leçons artistiques auprès de Hugo Löffler à Vienne. Elle reçoit une formation complémentaire à l'Académie des femmes de Munich auprès de Friedrich Fehr et Ludwig Schmidt-Reute. À Dachau, près de Munich, elle suit plusieurs cours auprès d'Adolf Hölzel. En 1896, elle se tourne vers la sculpture et devient l'élève d'Hermann Hahn à Munich de 1896 à 1900. Elle retourne ensuite à Vienne, où elle a un studio à Hietzing, son adresse personnelle est Bassiggasse 30, 1130 Vienne.
De petites sculptures et des épreuves d'art sont ses premiers travaux, suivis de grandes sculptures et des portraits en bustes, nus et reliefs en plâtre, en bronze et des lithographies qui sont redevables à l'Art nouveau. La production de petites sculptures est due à la situation économique, car elles sont plus faciles à vendre.
Elle se rend à l'Exposition universelle de 1900 à Paris et voit une exposition d'Auguste Rodin, qui la marquent fortement. Dans la période qui suit, elle reste à Florence pendant de plus longues périodes (1901, 1902-1903 et 1905-1909 ; 1907-1908, son adresse est Settignano, près de Florence), par exemple avec l'écrivaine hongroise Renée Erdős pour étudier les premières sculptures de la Renaissance italienne. En 1905, sa famille la renie en raison de la naissance de sa fille illégitime Agnès. Le père de l'enfant est Edgar Freiherr Karg von Bebenburg (1872-1905), décédé la même année et dont elle conçoit la tombe. En 1904, elle indique Murnau am Staffelsee comme lieu de résidence dans le catalogue d'une exposition.
Son travail est présenté à Vienne au Musée autrichien d'art et d'industrie et dans des expositions de l'Association autrichienne des artistes féminines. Sa première exposition collective a lieu en 1904 à la Galerie Miethke à Vienne, la seconde en 1909 au Kunstsalon Heller à Vienne avec des œuvres de Lovis Corinth.

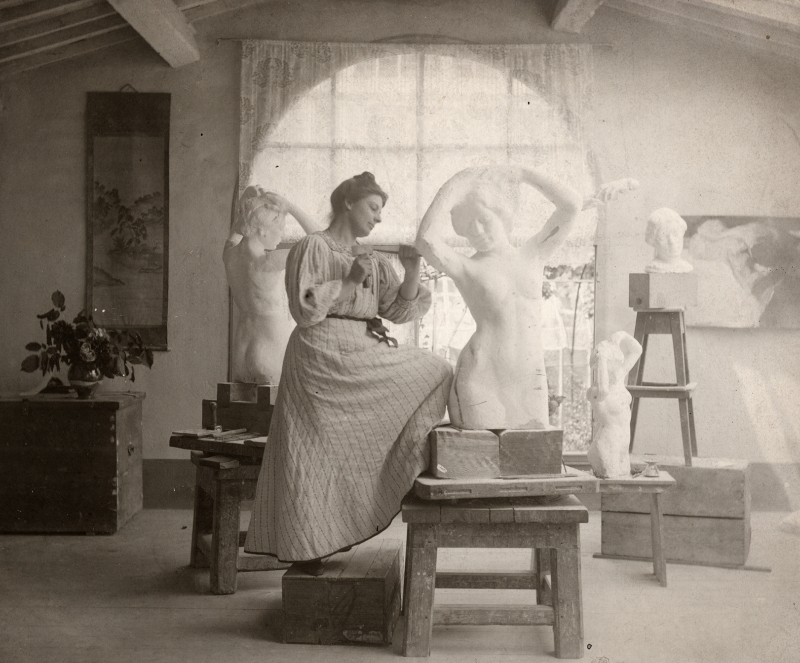
L'artiste dans son atelier en 1910

En 1906, elle change son nom pour Elsa Kövesházi-Kalmár. Parfois, elle enseigne aux enfants âgés de 6 à 14 ans à l'école de peinture "Irma von Duczynska et Imre Simai" pour femmes et enfants, fondée par l'artiste Irma von Duczynska, probablement aussi parfois sa collègue d'atelier à Florence, de 1909 à 1914 à Vienne et le sculpteur et peintre hongrois Imre Simay (hu) (1874–1955) à Vienne.
De 1912 à 1914, elle s'installe à Paris, où elle se consacre à la sculpture sur bois.
Pendant la Première Guerre mondiale, elle est pendant plus de deux ans comme infirmière en Albanie et au Monténégro. Après la guerre, elle reste à Salzbourg pendant un certain temps et finalement déménage à Budapest en 1920, où elle vit jusqu'à sa mort. Elle continue à participer à des expositions et des appels d'offres tels que le projet de l'architecte Géza Márkus dans le cadre du concours du mausolée de Kossuth, qu'elle aide à concevoir. En 1924, elle reçoit le prix Tolnai pour la sculpture Le Héros tombé. En 1930, elle remporte le concours pour une sculpture du dramaturge Imre Madách pour le Panthéon de la place de la cathédrale de Szeged, mais elle ne parvient pas à répéter son succès d'avant-guerre.

## Œuvre
Son travail couvre de nombreux genres et techniques. Elle crée des graphismes, des objets d'art, des sculptures en bois, bronze, cuivre, majolique, céramique et marbre, des tombes, des fontaines et des mausolées, des miniatures de cire. Stylistiquement, ils peuvent être attribués à l'Art nouveau et à l'Art déco. L'une de ses inspirations les plus importantes est la danse et le mouvement, par exemple à travers Isadora Duncan, plus tard également stimulée par les photographies de sa fille Agnes Kövesházi, devenue danseuse et chorégraphe. Dans la seconde moitié des années 1920, elle conçoit également des décors et des costumes pour les représentations de l'"Essentielle Theater", où elle se produit en tant que danseuse soliste.
Elle fournit des dessins pour l'atelier de céramique artistique de Miklós Ligeti, la Wiener Werkstätte et la manufacture de porcelaine Herend. Dans les années 1930, cependant, elle est aux prises avec des soucis existentiels, si bien qu'elle apprend le métier de cordonnier à 57 ans. Sa maison est cambriolée en 1936, après quoi un photographe de presse découvre ses sculptures dans son atelier au sous-sol et prend une photo d'elle. Un journal titre : « Cordonnière et sculptrice à la fois ».